# Fennagh
Fennagh (Iers: Fionnmhach), is een plaats in Ierse graafschap Carlow. In 2006 woonden er 516 inwoners. Het aan de R824 tussen Myshall en Muinebeag.
Ballinkillen · Ballon · Ballymurphy · Borris · Carlow · Clonegal · Clonmore · Fennagh · Hacketstown · Kildavin · Leighlinbridge · Muine Bheag · Myshall · Nurney · Old Leighlin · Rathvilly · Royal Oak · St Mullin's · Tinryland · Tullow